# رويال باري ويلز
رويال باري ويلز (بالإنجليزية: Royal Barry Wills) هو مهندس معماري أمريكي، ولد في 21 أغسطس 1895، وتوفي في 10 يناير 1962.